# 우리가 떠난 도시
《우리가 떠난 도시》는 1985년 9월 15일에 MBC TV에서 방영되었던 베스트셀러극장이다.

## 줄거리
허세기(김태용)는 애인 숙희(이상숙)와 만나기로 한 다방에 도착하지만 숙희는 다방에도, 집에도 없었다. 그 시각에 숙희는 어느 고급 레스토랑에서 점잖은 중년 신사(김인문)와 식사를 하고 있었다. 바람맞은 세기는 그 다방에서 자기처럼 바람맞은 여자(임예진)를 만나게 되는데...

## 출연
- 김태용
- 임예진
- 김인문
- 이상숙
- 임현식
- 신충식
- 국정환
- 홍순창
- 윤문식
- 이성룡
- 장회용
- 홍순기
- 이동수
- 최상규
- 김지영
- 김환교